# عصر البراءة (رواية)

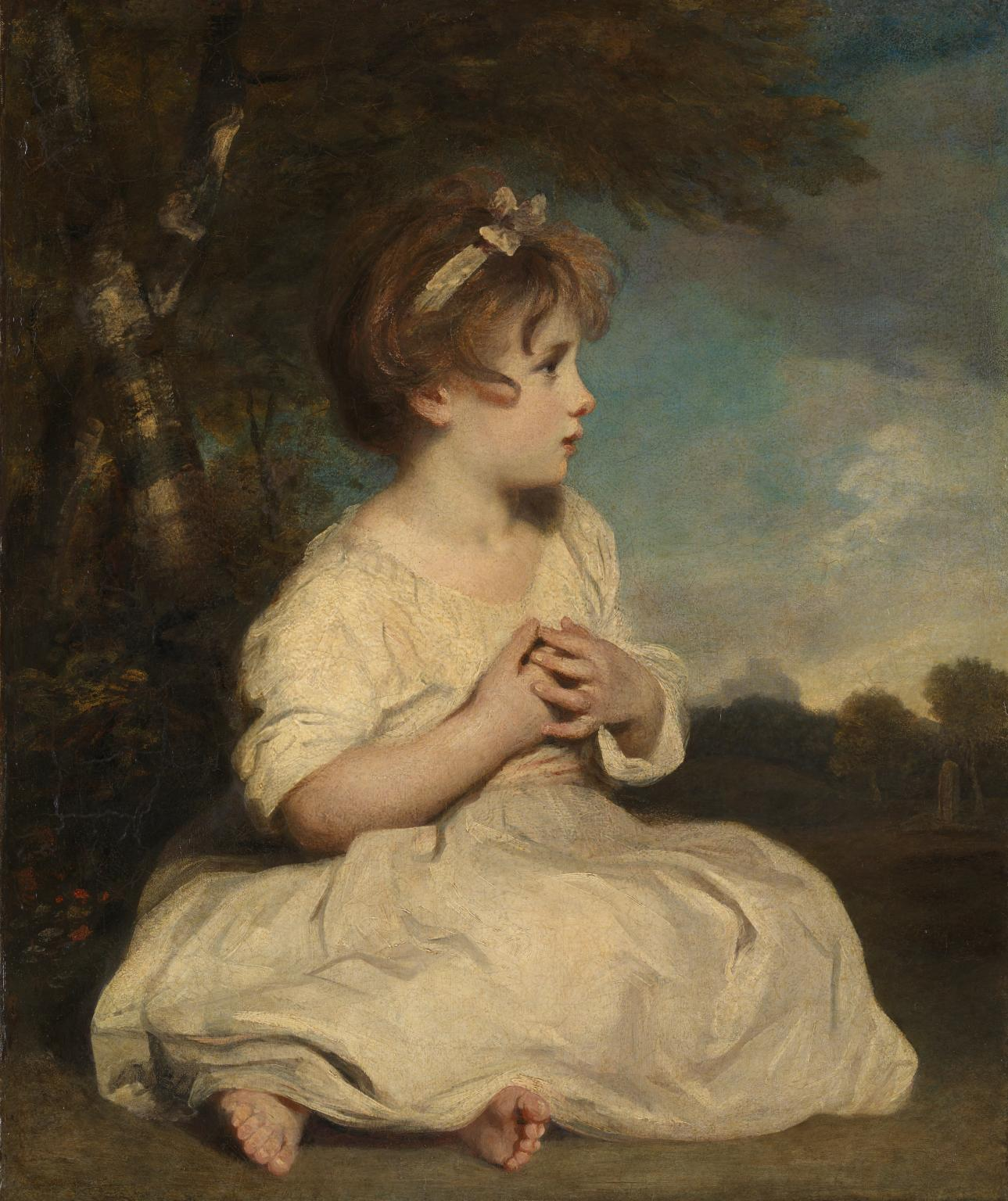
لوحة عصر البراءة عام 1785 بريشة جوشوا رينولدز، يعتقد أنها كانت مصدر عنوان رواية وارتون

عصر البراءة (بالإنجليزية: The Age of Innocence)‏ هي الرواية الثانية عشرة بقلم إديث وارتون، نشرت في البداية في أربعة أجزاء في مجلة بيكتوريال ريفيو عام 1920، ونشرت لاحقا بشكل كتاب من قبل دار دي أبليتون في نيويورك ولندن. وتحصلت على جائزة بوليتزر للرواية عام 1921 ، ما يجعلها أول رواية مكتوبة بقلم امرأة تفوز بجائزة بوليتزر للرواية، وبالتالي فإن وارتون أول امرأة فازت بالجائزة. تدور أحداث القصة في مجتمع الطبقة الراقية في مدينة نيويورك في سبعينات القرن التاسع عشر.

## روابط خارجية
- عصر البراءة على موقع الموسوعة البريطانية (الإنجليزية)